# 反万博闘争
反万博闘争（はんばんぱくとうそう）は、日本基督教団内部の闘争である。

## 経緯

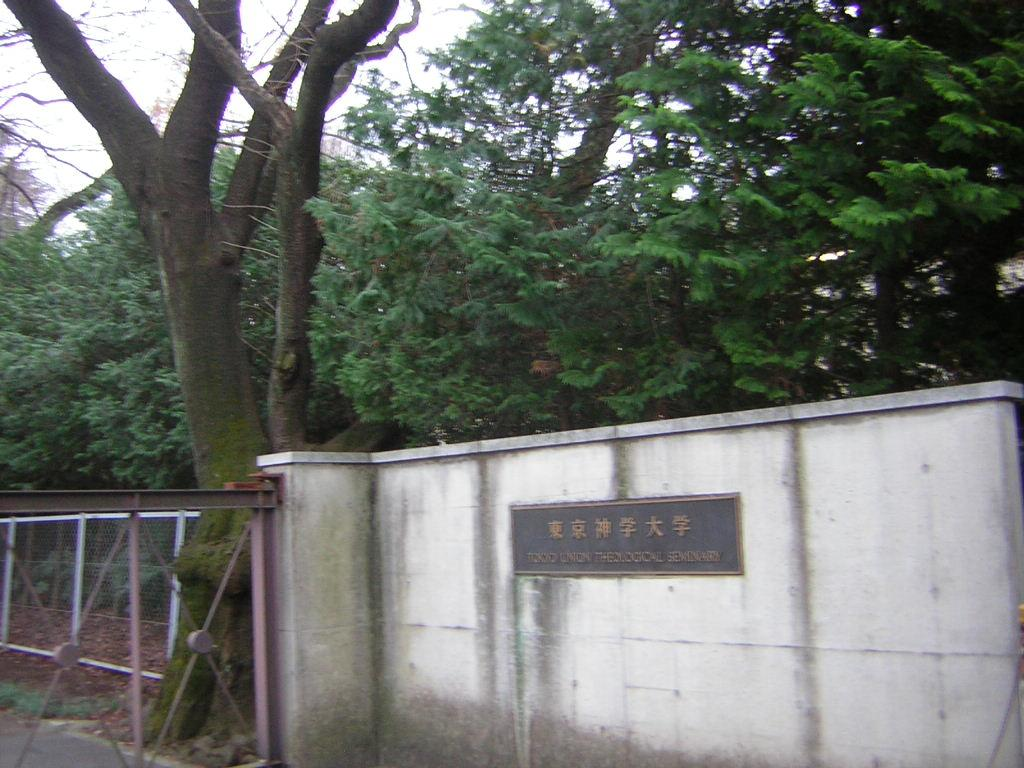
東京神学大学

1970年に日本万国博覧会（大阪万博）が開催され、日本キリスト教協議会（NCCと略）とカトリック教会はキリスト教館を出展。これに反対する社会派と推進派の教会派の対立が激化した。NCC議長大村勇と東京神学大学（東神大）教授の北森嘉蔵が、万博キリスト教館推進派であった。東京神学大学では、万博反対派の学生たちが、東京神学大学全学共闘会議（東神大全共闘）を組織し闘争を展開。これに対し東神大教授会は機動隊を投入して社会派の学生を排除した。社会派と教会派の対立により、東京、大阪、兵庫の教区の総会は開催されなかった。1971年5月の東京教区総会は、乱闘、流血の事態となり、その後の19年間、東京教区総会が開かれることはなかった。こうして社会派主導の教団執行部と教会派の東神大の対立が続いた。
1972年教団問題協議会で堀光男は、「私のは言わばイエス教です。革命家イエスです。政治の体制、宗教の体制、あらゆる体制に反抗し粉砕するのがイエスの目的とする所で、私たちはその精神に立つ者です」と説いた。岩井健作は、伝道は教勢拡張主義であるとして、教会派を非難した。社会派と教会派の対立によって、青山学院大学神学科、関東学院大学神学部は廃止されることになった。